# Belle Lucrative (pera)
Belle Lucrative (en España: 'Bella Lucrativa') es una variedad cultivar de pera europea Pyrus communis. Esta pera está cultivada en la colección de la Estación Experimental Aula Dei (Zaragoza). Esta pera está muy difundido su cultivo en España, aunque se cree es originaria de una zona indeterminada de Alemania, y muy extendida y cultivada en Flandes desde principios del siglo XIX.

## Sinonimia
- "Bella Lucrative",[4]
- "Fondante d’Automne",
- "Bergamot Lucrative",
- "Seigneur d’Esperen",
- "Burré Lucrative",
- "Bella Lucrativa" en E.E. de Aula Dei (Zaragoza) España.[4][7]
- "Bergamota Lucrativa" en España.[8]

## Historia
Las peras 'Bella Lucrative' se criaron en Bélgica a principios del siglo XIX y muy tempranamente llegaron a los jardines de la "London Horticultural Society" en Chiswick, Inglaterra. Más adelante se plantaron en los Estados Unidos en el Pomological Garden en Salem, Massachusetts, a mediados de la década de 1830, y hoy en día las peras 'Bella Lucrative' se pueden encontrar en mercados de agricultores selectos y tiendas de comestibles especiales en los Estados Unidos y Europa.
Consta una descripción del fruto: Leroy, 1867 : 247; Hedrick, 1921 : 125; Soc. Pom. France 1947 : 350; Vercier, 1948 : 82, y en E. E. Aula Dei.
En España 'Bella Lucrativa' está considerada incluida en las variedades locales autóctonas muy antiguas, cuyo cultivo se centraba en comarcas muy definidas. Se caracterizaban por su buena adaptación a sus ecosistemas y podrían tener interés genético en virtud de su adaptación. Se encontraban diseminadas por todas las regiones fruteras españolas, aunque eran especialmente frecuentes en la España húmeda. Estas se podían clasificar en dos subgrupos: de mesa y de cocina (aunque algunas tenían aptitud mixta).
'BelleaLucrativa' es una variedad clasificada como de mesa, difundido su cultivo en el pasado por los viveros comerciales y cuyo cultivo en la actualidad se ha reducido a huertos familiares y jardines privados.

## Características
El peral de la variedad 'Bella Lucrativa' tiene un vigor fuerte; florece a inicios de mayo; tubo del cáliz en forma de embudo con conducto mediano o corto, y con pistilos verdes.
La variedad de pera 'Bella Lucrativa' tiene un fruto de tamaño de mediano a grande; forma variable tanto redondeada achatada (tipo predominante), como turbinada breve, piriforme u ovoide, generalmente asimétrica, sin cuello o con cuello casi imperceptible, y contorno irregularmente redondeado; piel lisa, brillante, y fina a pesar de las zonas ruginosas; con color de fondo amarillo claro o verdoso con chapa anaranjada, bronceada o rojiza, presentando punteado ruginoso-"russeting" en parte recubierto de maraña, manchitas y rayas ruginosas, "russeting" (pardeamiento áspero superficial que presentan algunas variedades) medio; pedúnculo de longitud corto o mediano, grueso, algo engrosado en los extremos o muy grueso, total o parcialmente carnoso, recto o ligeramente curvo, implantado derecho o ligeramente oblicuo, cavidad peduncular nula o limitada a un pequeño repliegue alrededor de la base del pedúnculo; anchura de la cavidad calicina amplia, de profundidad variable, en general casi superficial, con un borde suavemente ondulado; ojo mediano o grande, abierto; sépalos, variables, triangulares, extendidos con las puntas rizadas o rotas, o bien erectos y cóncavos, formando corona.
Carne de color blanco, fina, fundente, muy jugosa; textura medio firme, pastosa; sabor azucarado, muy perfumada, muy buena. Corazón mediano o grande, redondeado. Eje relleno. Celdillas medianas, muy oblicuas respecto al eje, puntiagudas en la parte inferior. Semillas medianas, elípticas, apuntadas en la inserción y con el espolón pequeño pero bien marcado, de color castaño rojizo oscuro.
La pera 'Bella Lucrativa' tiene una época de maduración y recolección a finales de agosto, principios de septiembre. Se usa como pera de mesa y también como pera de cocina, en la elaboración de múltiples recetas.